# Al-Hawash, Tỉnh Homs
Al-Hawash (tiếng Ả Rập: الحواش/ALA-LC: al-Ḥwāsh) là một thị trấn Kitô giáo Chính thống Hy Lạp ở tây bắc Syria gần biên giới Lebanon và thuộc chính quyền của Chính phủ Homs. Các thị trấn gần đó bao gồm al-Husn và Marmarita ở phía tây, Shin ở phía đông và Talkalakh ở phía tây nam. Theo Cục Thống kê Trung ương (CBS) Hawash có dân số 4.067 vào năm 2004. Toàn bộ dân số theo đạo Thiên chúa, giống như hầu hết các ngôi làng trong khu vực.
Vị trí của nó ở giữa một ngọn núi lá kim làm cho nó trở thành một điểm đến mùa hè phổ biến và được ưa chuộng. Hawash là ngôi làng lớn nhất trong khu vực Wadi al-Nasarah ("Thung lũng của Kitô hữu"). Đây là một di tích lịch sử quan trọng và từng là một điểm thu hút khách du lịch trước khi cuộc nội chiến Syria bùng nổ.

## Từ nguyên
Cái tên Hawash có nguồn gốc từ Hoshe, tiếng Ả Rập có nghĩa là " Corsage " hoặc nơi đặt hoa. Cũng có ý kiến cho rằng Wash là một từ tạo thành một ngôn ngữ Syriac cũ có nghĩa là 'đất tốt'.

## Lịch sử
1. ↑  General Census of Population and Housing 2004. Syria Central Bureau of Statistics (CBS). Homs Governorate. (tiếng Ả Rập)
2. ↑  http://www.alhwash.org Lưu trữ ngày 17 tháng 7 năm 2009 tại Wayback Machine Alhwash Team
3. ↑  'Hwash My Love' Book